# Kanton Le Merlerault
Kanton Le Merlerault (francouzsky Canton du Merlerault) byl francouzský kanton v departementu Orne v regionu Dolní Normandie. Tvořilo ho 12 obcí. Zrušen byl po reformě kantonů 2014.

## Obce kantonu
- Les Authieux-du-Puits
- Champ-Haut
- Échauffour
- La Genevraie
- Lignères
- Ménil-Froger
- Le Ménil-Vicomte
- Le Merlerault
- Nonant-le-Pin
- Planches
- Sainte-Gauburge-Sainte-Colombe
- Saint-Germain-de-Clairefeuille